# Seznam predsednikov Čila
Seznam predsednikov Čila.

## Seznam
| #    | Portret | Ime                          | Mandat            | Mandat           | Stranka                    | Koalicija |
| #    | Portret | Ime                          | Začetek mandata   | Konec mandata    | Stranka                    | Koalicija |
| ---- | ------- | ---------------------------- | ----------------- | ---------------- | -------------------------- | --------- |
| 1    |         | Manuel Blanco Encalada       | 1826              | 1826             | (začasni)                  |           |
| 2    |         | Agustín Eyzaguirre           | 9. september 1826 | 25. januar 1827  | neodvisen                  |           |
| -    |         | Ramón Freire Serrano         | 25. januar 1827   | 15. februar 1827 | Pipiolos                   |           |
| 3    |         | Ramón Freire Serrano         | 1827              | 1827             | Lib.                       |           |
| 4    |         | Francisco Antonio Pinto      | 1827              | 1829             | Lib.                       |           |
| 5    |         | José Joaquín Prieto Vial     | 1831              | 1841             | Con.                       |           |
| 6    |         | Manuel Bulnes Prieto         | 1841              | 1851             | Con.                       |           |
| 7    |         | Manuel Montt Torres          | 1851              | 1861             | Con./PC                    |           |
| 8    |         | José Joaquín Pérez           | 1861              | 1871             | PC                         |           |
| 9    |         | Federico Errázuriz Zañartu   | 1871              | 1876             | PL                         |           |
| 10   |         | Aníbal Pinto Garmendia       | 1876              | 1881             | PL                         |           |
| 11   |         | Domingo Santa María          | 1881              | 1886             | PL                         |           |
| 12   |         | José Manuel Balmaceda        | 1886              | 1891             | PL                         |           |
| 13   |         | Jorge Montt Álvarez          | 1891              | 1896             | Vojaški                    |           |
| 14   |         | Federico Errázuriz Echaurren | 1896              | 1901             | PL                         |           |
| 15   |         | Germán Riesco Errázuriz      | 1901              | 1906             | AL                         |           |
| 16   |         | Pedro Montt                  | 1906              | 1910             | PN                         |           |
| 17   |         | Ramón Barros Luco            | 1910              | 1915             | AL                         |           |
| 18   |         | Juan Luis Sanfuentes         | 1915              | 1920             | PLD                        |           |
| 19   |         | Arturo Alessandri Palma      | 1920              | 1925             | PL                         |           |
| 20   |         | Emiliano Figueroa Larraín    | 1925              | 1927             | PL                         |           |
| 21   |         | Carlos Ibáñez del Campo      | 1927              | 1931             | Vojaški                    |           |
| 22   |         | Juan Esteban Montero         | 1931              | 1932             | PR                         |           |
| (19) |         | Arturo Alessandri Palma      | 1932              | 1938             | PL                         |           |
| 23   |         | Pedro Aguirre Cerda          | 1938              | 1941             | FP (PR)                    |           |
| 24   |         | Juan Antonio Ríos Morales    | 1942              | 1946             | FP (PR)                    |           |
| 25   |         | Gabriel González Videla      | 1946              | 1952             | FP (PR)                    |           |
| 21   |         | Carlos Ibáñez del Campo      | 1952              | 1958             | APL                        |           |
| 26   |         | Jorge Alessandri             | 1958              | 1964             | Samostojni konzervativec   |           |
| 27   |         | Eduardo Frei Montalva        | 1964              | 1970             | PDC                        |           |
| 28   |         | Salvador Allende             | 1970              | 1973             | Socialistična stranka Čila | UP        |
| -    |         | Augusto Pinochet             | 1973              | 1990             | Vojaški diktator           |           |
| 29   |         | Patricio Aylwin              | 1990              | 1994             | CPD (PDC)                  |           |
| 30   |         | Eduardo Frei Ruiz-Tagle      | 1994              | 2000             | CPD (PDC)                  |           |
| 31   |         | Ricardo Lagos                | 2000              | 11. marec 2006   | CPD (PS)                   |           |
| 32   |         | Michelle Bachelet            | 11. marec 2006    | 11. marec 2010   | Socialistična stranka Čila |           |
| 33   |         | Sebastián Piñera             | 11. marec 2010    | 11. marec 2014   |                            |           |
| 32   |         | Michelle Bachelet            | 11. marec 2014    | 11. marec 2018   | Socialistična stranka Čila |           |
| 33   |         | Sebastián Piñera             | 11. marec 2018    | 11. marec 2022   |                            |           |
| 34   |         | Gabriel Borić                | 11. marec 2022    |                  | Socialna konvergenca       |           |